# Максима Горького (Краснооктябрьське сільське поселення)
Максима Горького (рос. Максима Горького) — селище у Середньоахтубінському районі Волгоградської області Російської Федерації.
Населення становить 367 осіб. Входить до складу муніципального утворення Краснооктябрське сільське поселення.

## Історія
Селище розташоване у межах українського історичного та культурного регіону Жовтий Клин.
Згідно із законом від 5 квітня 2005 року № 1040-ОД органом місцевого самоврядування є Краснооктябрьське сільське поселення.

## Населення
| 2010 |
| ---- |
| 367  |